# Frappe aérienne du 9 octobre 2022 à Zaporijjia
Pour les articles homonymes, voir Zaporijjia (homonymie).
La frappe aérienne du 9 octobre 2022 à Zaporijjia est survenue dans un immeuble à Zaporijjia, au petit matin du 9 octobre 2022. L'attaque au missile, menée par les forces armées russes, a fait au moins 20 morts et plus de 89 blessés,,,,.
La frappe aérienne, comme d'autres survenues à Kiev, Lviv, Dnipro, Mykolaïv et Jytomyr, a eu lieu le lendemain d'une explosion qui a endommagé de grandes parties du pont de Crimée. Le président russe Vladimir Poutine avait accusé l'Ukraine d'avoir perpétrée cette frappe, et l'avait qualifiée d'« acte de terrorisme ».

## Contexte
Lors de l'invasion russe de l'Ukraine en 2022, les autorités russes et les forces armées russes ont attaqué à plusieurs reprises des civils. Dans l'oblast de Zaporijjia, une attaque contre un convoi civil le 30 septembre a fait 32 morts et près de 90 blessés. L'attaque a précédé l'annexion de la région.
Le 8 octobre, une explosion a causé d'importants dégâts au pont de Crimée, une voie d'approvisionnement clé permettant aux forces armées russes d'entrer en Crimée occupée.

## Frappe aérienne
Six missiles ont été lancés sur une zone résidentielle de Zaporijjia, détruisant un immeuble et endommageant 70 autres bâtiments. L'attaque a entraîné la mort de 20 personnes, dont un enfant. 89 autres personnes ont été blessées, dont 11 enfants. Les missiles auraient été lancés d'emplacements contrôlés par la Russie à Zaporijjia.